# Autacoide
Els autacoides són factors biològics caracteritzats per la seva acció paracrina local, especialment sobre el múscul llis. No s'ha de confondre aquesta funció amb la d'hormones i parahormones.
Pel que respecta a la musculatura llisa vascular existeixen autacoides vasoconstrictors i vasodilators.
Els autacoides vasodilatadors poden ser alliberats durant l'exercici, permetent la pèrdua d'escalfor a través de la pell.
La paraula autacoide prové de les arrels gregues "auto" (propi) i "akos" (alleujament, remei).
Alguns autacoides destacats són:
- Angiotensina
- Cinines
- Endotelines
- Histamina
- Monòxid de nitrogen ({\displaystyle {\ce {NO}}})
- Prostaglandines i Leucotriens (ambdós formen el subgrup dels Icosanoides)
- Serotonina